# Dasyhelea jamaicensis
Dasyhelea jamaicensis är en tvåvingeart som beskrevs av Gustavo R. Spinelli och Wirth 1984. Dasyhelea jamaicensis ingår i släktet Dasyhelea och familjen svidknott.
Artens utbredningsområde är Jamaica. Inga underarter finns listade i Catalogue of Life.